# Blender Foundation
Blender Foundation, (română "Fundația Blender"), este o organizație care reprezintă dezvoltatorii programului Blender, un software open source destinat modelării și animației tridimensionale.  Fundația e condusă de Ton Roosendaal.
În Amsterdam are loc anual o întrunire unde se discută planurile de viitor pentru programul Blender, iar în fiecare an Fundația Blender face tot posibilul să aibă un stand la SIGGRAPH, unde să promoveze utilizarea programului Blender.